# Sloan (Nova York)
Sloan és una població dels Estats Units a l'estat de Nova York. Segons el cens del 2000 tenia 3.775 habitants.

## Demografia
Segons el cens del 2000, Sloan tenia 3.775 habitants, 1.680 habitatges, i 1.033 famílies. La densitat de població era de 1.845 habitants per km².
Dels 1.680 habitatges en un 24% hi vivien nens de menys de 18 anys, en un 44,5% hi vivien parelles casades, en un 12,5% dones solteres, i en un 38,5% no eren unitats familiars. En el 33,3% dels habitatges hi vivien persones soles el 18,9% de les quals corresponia a persones de 65 anys o més que vivien soles. El nombre mitjà de persones vivint en cada habitatge era de 2,25 i el nombre mitjà de persones que vivien en cada família era de 2,89.
Per edats la població es repartia de la següent manera: un 20,1% tenia menys de 18 anys, un 6,5% entre 18 i 24, un 28,8% entre 25 i 44, un 20,4% de 45 a 60 i un 24,2% 65 anys o més.
L'edat mediana era de 42 anys. Per cada 100 dones de 18 o més anys hi havia 86,2 homes.
La renda mediana per habitatge era de 29.420 $ i la renda mediana per família de 39.863 $. Els homes tenien una renda mediana de 31.679 $ mentre que les dones 23.438 $. La renda per capita de la població era de 15.964 $. Entorn del 10,1% de les famílies i l'11,5% de la població estaven per davall del llindar de pobresa.